# Список солнечных электростанций России

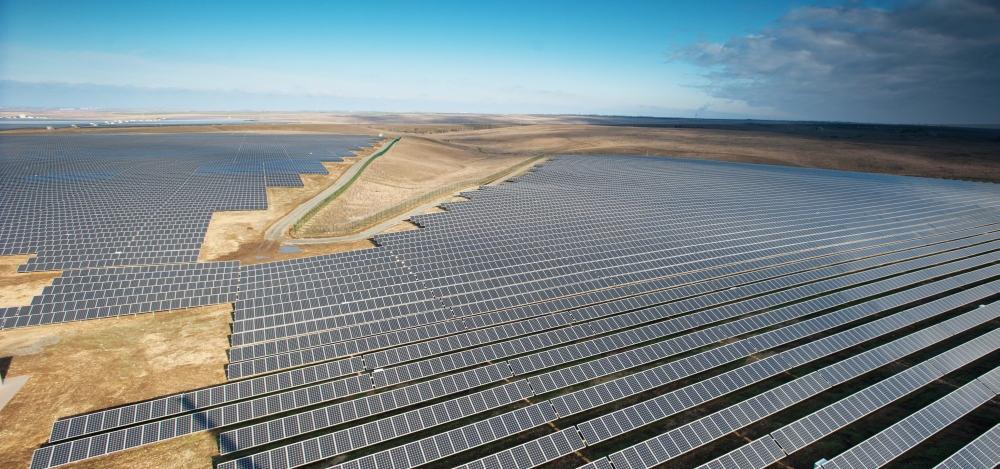
Перово — мощность 105 МВт, состоит из 440 000 модулей установленных на более 200 гектаров площади (примерно 259 футбольных полей)

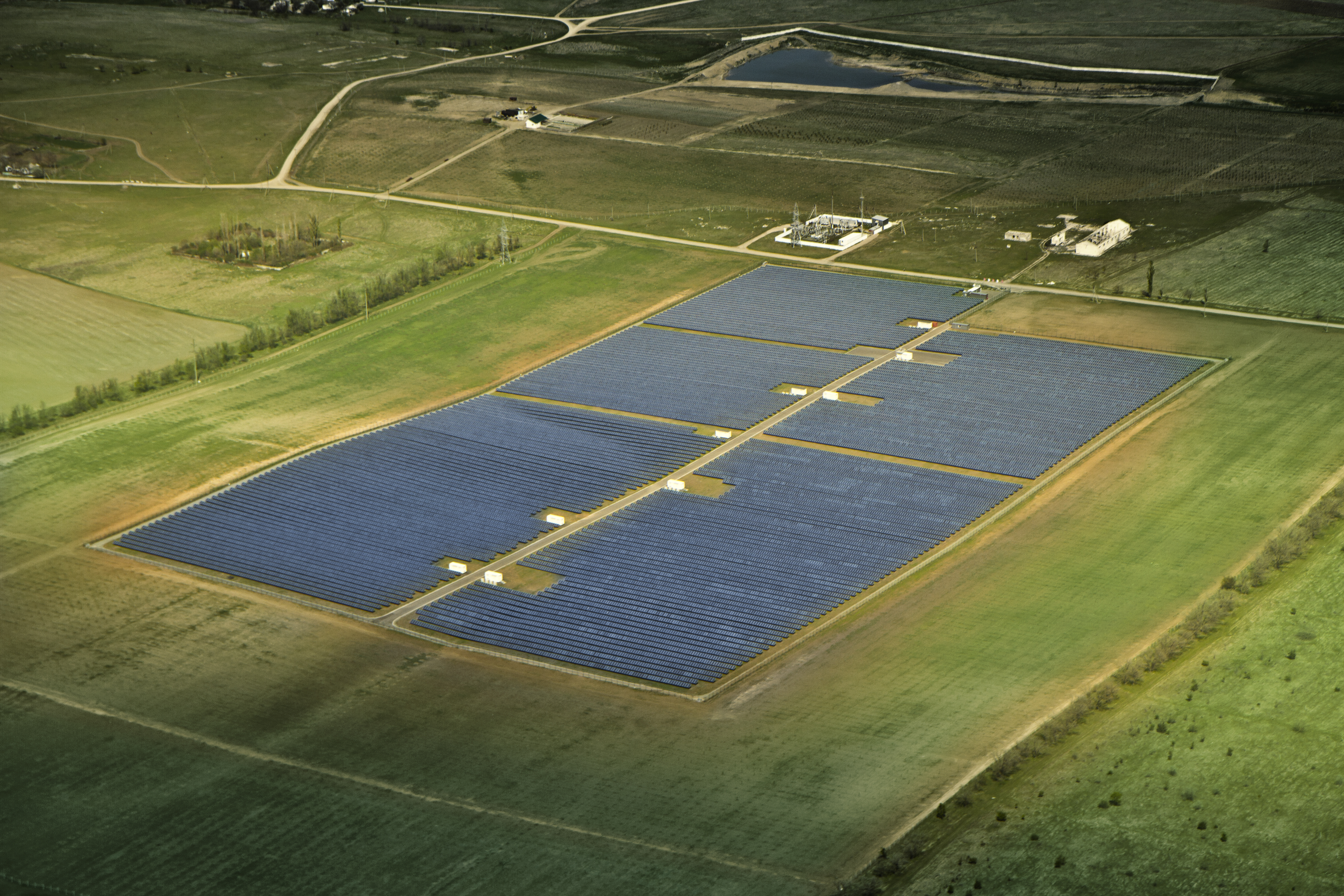
СЭС «Родниковое» — одна из самых малых СЭС России: мощностью 7,5 МВт, расположена возле села Родниково Состоит из 32 600 модулей. Занимает 15 гектаров.

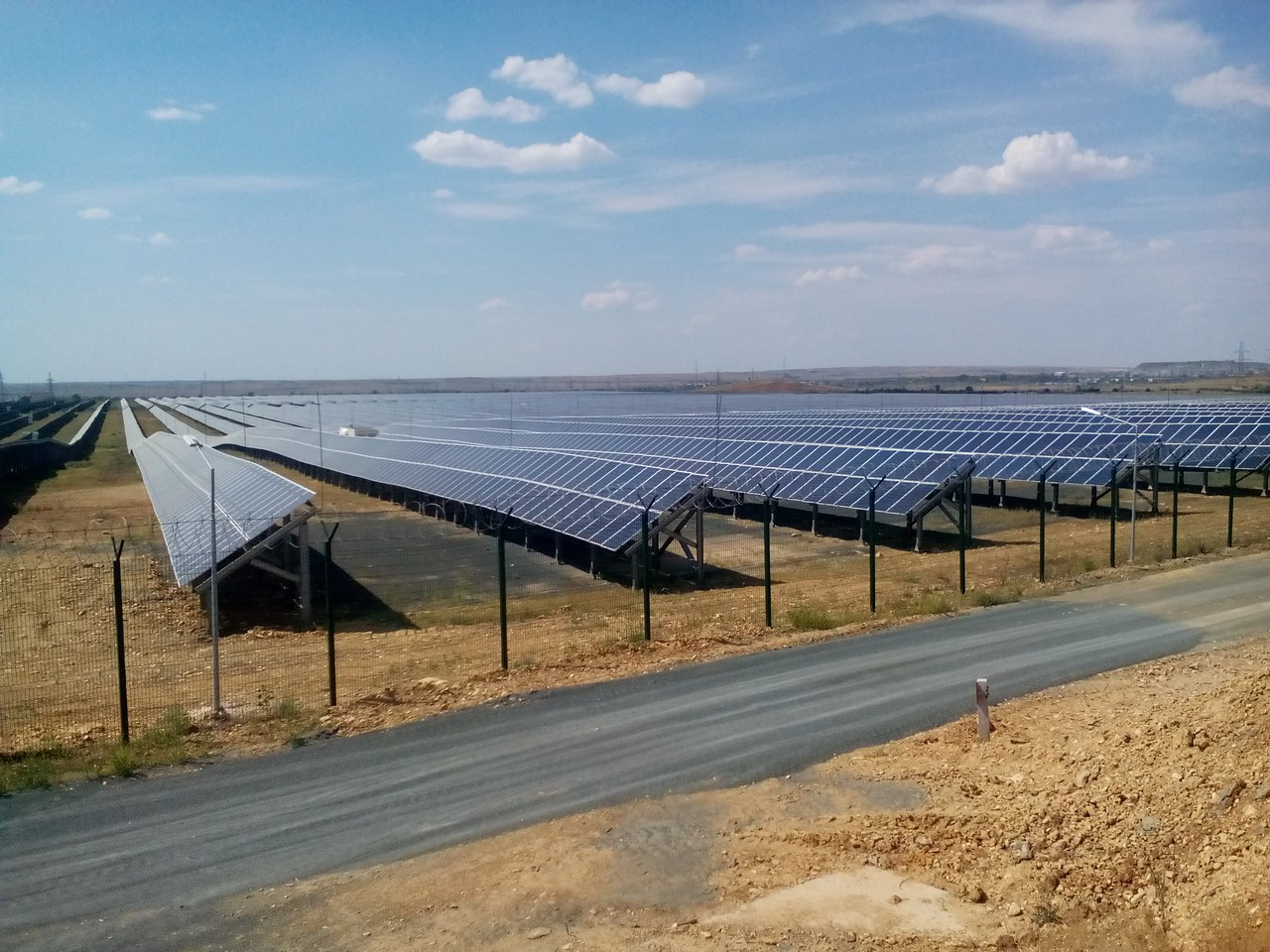
Орская СЭС им А. Влазнева.

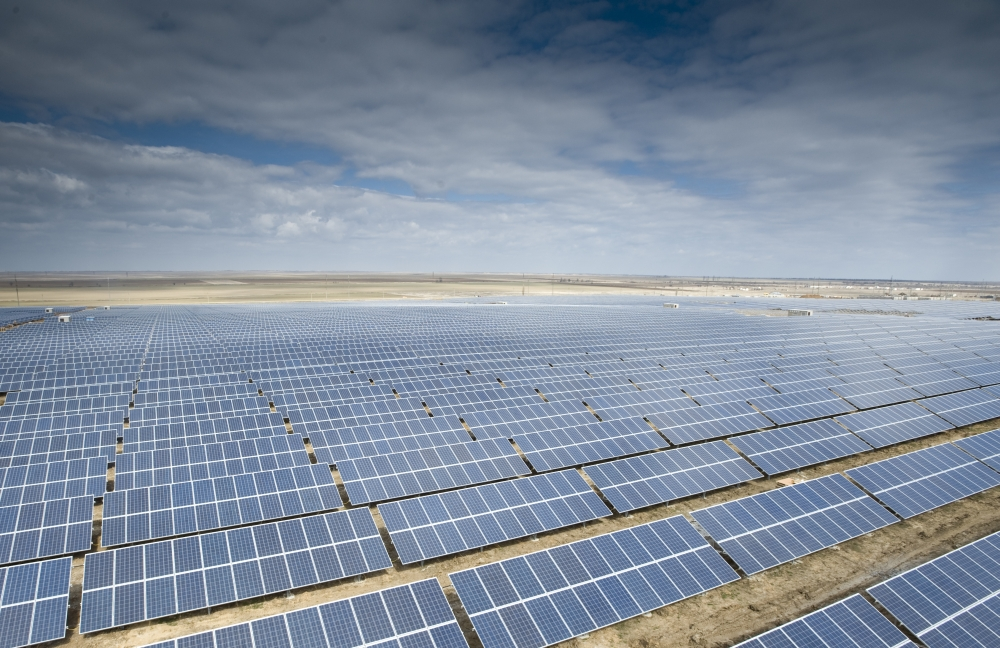
СЭС Митяево

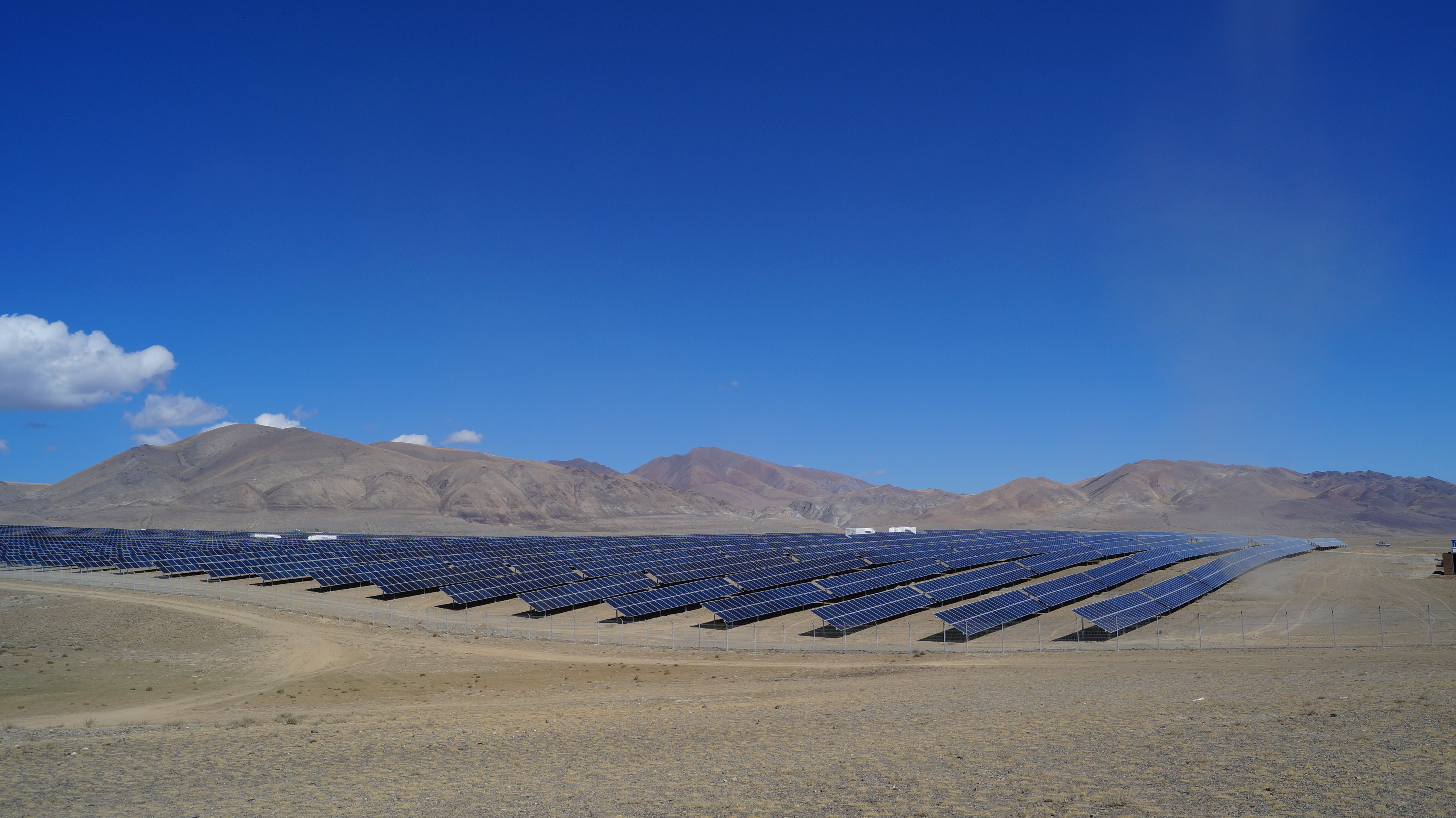
Кош-Агачская СЭС, расположена на Алтае на высоте около 1800 метров над уровнем моря

Список солнечных электростанций России — перечень (список) солнечных электрических станций (СЭС) Российской Федерации — России.
В списке перечисляются действующие Солнечные ЭС, и отдельно приводится информация о строящихся СЭС в России. Установленная мощность и структура собственности электрических станций приводится в соответствии с официальными годовыми отчётами генерирующих компаний. Полные перечни действующих СЭС по субъектам России, как правило, приводятся в Схемах и программах развития электроэнергетики соответствующего субъекта, разрабатываемых в соответствии с Постановлением Правительства России № 823 «О схемах и программах перспективного развития электроэнергетики», от 17 октября 2009 года.
По данным СО ЕЭС — системного оператора единой электроэнергетической системы России — суммарная установленная электрическая мощность солнечных электростанций ЕЭС России на 1 октября 2022 года составляла 2 113 МВт, или 0,85 % от установленной мощности энергосистемы. За 2021 они выработали 2 253 млн кВт*ч, или 0.2 % всей выработки ЕЭС России.

## Действующие СЭС
| №  | Название                                          | Установленная мощность, МВт | Год ввода       | Субъект России          | Собственник                    | Источник |
| -- | ------------------------------------------------- | --------------------------- | --------------- | ----------------------- | ------------------------------ | -------- |
| 1  | Аршанская СЭС (1-я и 2-я очереди)                 | 115,6                       | 2021            | Республика Калмыкия     | ПАО "Фортум"                   |          |
| 2  | Старомарьевская СЭС (7 очередей)                  | 100,0                       |                 | Ставропольский край     | ООО «Солар Системс»            | ✓        |
| 3  | Самарская СЭС                                     | 75,0                        | 2019            | Самарская область       | ООО «Солар Системс»            | ✓        |
| 4  | Фунтовская СЭС                                    | 75,0                        | 2018            | Астраханская область    | ООО «Авелар Солар Технолоджи»  | [ 2 ]    |
| 5  | Богдинская СЭС                                    | 68,6                        | 2025            | Астраханская область    | ООО «Авелар Солар Технолоджи»  |          |
| 6  | Ахтубинская СЭС                                   | 60,0                        | 2019            | Астраханская область    | ООО «Авелар Солар Технолоджи»  | [ 3 ]    |
| 7  | Борзинская СЭС                                    | 60,0                        | 2024            | Забайкальский край      | ООО «Авелар Солар Технолоджи»  |          |
| 8  | Сорочинская СЭС (СЭС Уран)                        | 60,0                        |                 | Оренбургская область    | АО «Солнечный ветер»           |          |
| 9  | Новобичурская СЭС                                 | 52,0                        | 2025            | Республика Бурятия      | ООО «Авелар Солар Технолоджи»  |          |
| 10 | Джидинская СЭС                                    | 50,0                        | 2025            | Республика Бурятия      | ООО «Авелар Солар Технолоджи»  |          |
| 11 | Новосергиевская СЭС (СЭС Нептун)                  | 45,0                        |                 | Оренбургская область    | АО «Солнечный ветер»           |          |
| 12 | Торейская СЭС                                     | 45,0                        | 21 декабря 2020 | Республика Бурятия      | ООО «Авелар Солар Технолоджи»  |          |
| 13 | Усть-Коксинская СЭС (1-я, 2-я, 3-я и 4-я очереди) | 40,0                        |                 | Республика Алтай        | ООО «Авелар Солар Технолоджи»  |          |
| 14 | Орская СЭС им. А. А. Влазнева                     | 40,0                        |                 | Оренбургская область    | АО «Солнечный ветер»           | ✓        |
| 15 | Яшкульская СЭС                                    | 33,5                        |                 | Республика Калмыкия     | ООО «Авелар Солар Технолоджи»  |          |
| 16 | Чкаловская СЭС                                    | 30,0                        |                 | Оренбургская область    | ООО «Авелар Солар Технолоджи»  |          |
| 17 | Лиманская СЭС                                     | 30,0                        |                 | Астраханская область    | ООО «Солар Системс»            |          |
| 18 | Соль-Илецкая СЭС                                  | 25,0                        |                 | Оренбургская область    | ООО «Авелар Солар Технолоджи»  | ✓        |
| 19 | Елшанская СЭС                                     | 25,0                        |                 | Оренбургская область    | ООО «Авелар Солар Технолоджи»  |          |
| 20 | Ининская СЭС (1-я и 2-я очереди)                  | 25,0                        |                 | Республика Алтай        | ООО «Авелар Солар Технолоджи»  |          |
| 21 | Волгоградская СЭС                                 | 25,0                        |                 | Волгоградская область   | ООО «Солар Системс»            | ✓        |
| 22 | Майминская СЭС (1-я, 2-я и 3-я очереди)           | 25,0                        |                 | Республика Алтай        | ООО «Авелар Солар Технолоджи»  | ✓        |
| 23 | Домбаровкая СЭС                                   | 25,0                        |                 | Оренбургская область    | ООО «Авелар Солар Технолоджи»  |          |
| 24 | Дергачевская СЭС (1-я очередь)                    | 25,0                        | декабрь 2020    | Саратовская область     | ООО «Авелар Солар Технолоджи»  |          |
| 25 | Бурибаевская СЭС (1-я и 2-я очереди)              | 20,0                        | 2015            | Республика Башкортостан | ООО «Авелар Солар Технолоджи»  | ✓        |
| 26 | СЭС "БВС"                                         | 15,0                        | 29 октября 2019 | Республика Бурятия      | ООО «Комплекс Индустрия»       |          |
| 27 | Южно-Сухокумская СЭС                              | 15,0                        | 11 июля 2022    | Республика Дагестан     | Группа компаний «Хевел»        |          |
| 28 | Кабанская СЭС                                     | 15,0                        | 29 октября 2019 | Республика Бурятия      | ООО «Комплекс Индустрия»       |          |
| 29 | СЭС "Тарбагатай"                                  | 15,0                        | 29 октября 2019 | Республика Бурятия      | ООО «Комплекс Индустрия»       |          |
| 30 | СЭС "Нива"                                        | 15,0                        |                 | Астраханская область    | ООО «Авелар Солар Технолоджи»  |          |
| 31 | СЭС Промстройматериалы                            | 15,0                        |                 | Астраханская область    | ООО «Солар Системс»            | ✓        |
| 32 | Малодербетовская СЭС                              | 15,0                        |                 | Республика Калмыкия     | ООО «Авелар Солар Технолоджи»  |          |
| 33 | Заводская СЭС                                     | 15,0                        |                 | Астраханская область    | ООО «Солар Системс»            | ✓        |
| 34 | Орлов-Гайская СЭС                                 | 15,0                        |                 | Саратовская область     | ООО «Авелар Солар Технолоджи»  | ✓        |
| 35 | Новоузенская СЭС                                  | 15,0                        |                 | Саратовская область     | ООО «Авелар Солар Технолоджи»  |          |
| 36 | Хоринская СЭС                                     | 15,0                        | 8 декабря 2019  | Республика Бурятия      | ООО «Авелар Солар Технолоджи»  |          |
| 37 | Бугульчанская СЭС (1-я, 2-я и 3-я очереди)        | 15,0                        | 2015            | Республика Башкортостан | ПАО "Фортум"                   | ✓        |
| 38 | Пугачёвская СЭС                                   | 15,0                        |                 | Саратовская область     | ООО «Авелар Солар Технолоджи»  | ✓        |
| 39 | Кош-Агачская СЭС (1-я и 2-я очереди)              | 10,0                        |                 | Республика Алтай        | ООО «Авелар Солар Технолоджи»  | ✓        |
| 40 | Бурзянская СЭС (1-я и 2-я очереди)                | 10,0                        |                 | Республика Башкортостан | ООО «Авелар Солар Технолоджи»  |          |
| 41 | Грачевская СЭС                                    | 10,0                        |                 | Оренбургская область    | ПАО "Фортум"                   | ✓        |
| 42 | Григорьевская СЭС                                 | 10,0                        |                 | Оренбургская область    | ООО «Авелар Солар Технолоджи»  | ✓        |
| 43 | Плешановская СЭС                                  | 10,0                        |                 | Оренбургская область    | ПАО "Фортум"                   | ✓        |
| 44 | Чемальская СЭС                                    | 10,0                        |                 | Республика Алтай        | ООО «Авелар Солар Технолоджи»  |          |
| 45 | Бичурская СЭС                                     | 10,0                        | 13 ноября 2017  | Республика Бурятия      | ООО «Авелар Солар Технолоджи»  | ✓        |
| 46 | Исянгуловская СЭС                                 | 9,0                         |                 | Республика Башкортостан | ООО «Авелар Солар Технолоджи»  | ✓        |
| 47 | Абаканская СЭС                                    | 5,198                       |                 | Республика Хакасия      | ПАО «Красноярская ГЭС»         | ✓        |
| 48 | Усть-Канская СЭС                                  | 5,0                         |                 | Республика Алтай        | ООО «Авелар Солар Технолоджи»  | ✓        |
| 49 | Переволоцкая СЭС                                  | 5,0                         |                 | Оренбургская область    | ООО «Авелар Солар Технолоджи»  | ✓        |
| 50 | Наурская СЭС                                      | 5,0                         | 2021            | Чеченская Республика    | "Хевел-Региональная генерация" |          |
| 51 | Онгудайская СЭС                                   | 5,0                         |                 | Республика Алтай        | ООО «Авелар Солар Технолоджи»  | ✓        |
| 52 | СЭС на месторождении «Светлое»                    | 1,25                        |                 | Хабаровский край        | ООО «Светлое»                  |          |
| 53 | Каспийская СЭС                                    | 1,0                         | 22 декабря 2013 | Республика Дагестан     | ООО «МЭК-Инжиниринг»           |          |
| 54 | СЭС ООО «АльтЭнерго»                              | 0,1                         |                 | Белгородская область    | ООО «АльтЭнерго»               | ✓        |
| 55 | Светлинская СЭС                                   | 30                          |                 | Оренбургская область    | АО «Солнечный ветер»           |          |
| 56 | Стерлибашевская СЭС                               | 25                          |                 | Республика Башкортостан | Солар системс                  |          |
| 57 | СЭС Окино-Ключи                                   | 20,0                        | 2021            | Республика Бурятия      | ООО «Грин Энерджи Рус»         | ✓        |
| 58 | Гусиноозёрская СЭС                                | 15,0                        | 2021            | Республика Бурятия      | ООО «Авелар Солар Технолоджи»  | ✓        |

### Действующие СЭС в Крыму
С 2014 года территория Крымского полуострова является предметом территориальных разногласий между Российской Федерацией и Украиной.
| № | Название   | Установленная мощность, МВт | Год ввода      | Девелопер     | Собственник | Источник |
| - | ---------- | --------------------------- | -------------- | ------------- | ----------- | -------- |
| 1 | Перово     | 105,6                       | 2011           | «Activ Solar» |             |          |
| 2 | Охотниково | 82,65                       | 2011           | «Activ Solar» |             |          |
| 3 | Николаевка | 69,7                        | 1 августа 2015 | «Activ Solar» |             |          |
| 4 | Митяево    | 31,6                        | 2012           | «Activ Solar» |             |          |
| 5 | Родниковое | 7,5                         | 2011           | «Activ Solar» |             |          |

### Изолированные энергосистемы
| № | Название    | Установленная мощность, МВт | Субъект России           | Собственник                       | Источник |
| - | ----------- | --------------------------- | ------------------------ | --------------------------------- | -------- |
| 1 | СЭС Батагай | 1,0                         | Республика Саха (Якутия) | РАО ЭС Востока                    | ✓        |
| 2 | СЭС Менза   | 0,12                        | Забайкальский край       | Правительство Забайкальского края | ✓.       |

## Проектируемые и строящиеся СЭС
| №  | Название                        | Установленная мощность, МВт | Субъект России          | Ожидаемый год ввода | Собственник                        | Источник |
| -- | ------------------------------- | --------------------------- | ----------------------- | ------------------- | ---------------------------------- | -------- |
| 1  | Дагестанский солнечный мегапарк | 830                         | Республика Дагестан     | 2030                | ООО "ЭкоЭнерджи Групп"             |          |
| 2  | Дербентская СЭС                 | 100                         | Республика Дагестан     | 2025                | ООО "Солар Системс"                |          |
| 3  | Ногайская СЭС                   | 60                          | Республика Дагестан     | 2025                | ООО "Юнигрин Энерджи"              |          |
| 4  | СЭС Окино-Ключи                 | 20,0                        | Республика Бурятия      | 2021                | ООО «Грин Энерджи Рус»             | ✓        |
| 5  | Мухоршибирская СЭС              | 15,0                        | Республика Бурятия      | 2021                | ООО «Комплекс Индустрия»           | ✓        |
| 6  | Удинская СЭС (2 очереди)        | 30,0                        | Республика Бурятия      | 2021                | ООО «КомплексИндустрия»            | ✓        |
| 7  | Владиславовка                   | 110,0                       | Республика Крым/Украина | ?                   | ООО «Калипсо Солар»                |          |
| 8  | Джидинская СЭС                  | 30,0                        | Республика Бурятия      | 2022                | ООО «МРЦ Энергохолдинг»            | ✓        |
| 9  | Ачхой-Мартановская СЭС          | 10,0                        | Чеченская Республика    | 2024                | ООО «Хевел-региональная генерация» |          |
| 10 | Волковские СЭС 1,2              | 27,6                        | Амурская область        | 2025                | ООО «Хевел-региональная генерация» |          |